# 米爾赫斯特 (新澤西州)
米爾赫斯特（英語：Millhurst）是位於美國新澤西州蒙茅斯縣的非建制地區。

## 歷史
米爾赫斯特的郵局於1894年設立，其後於1907年停運。

## 地理
米爾赫斯特所處的海拔為高於海平面44米（即144英呎），而該地所採用的時區為UTC-5，即北美东部时区（EST）。同時該地設有夏令時間，為UTC-5調快一小時，即UTC-4（EDT）。